# Storia d'amore e d'amicizia
Storia d'amore e d'amicizia è uno sceneggiato televisivo diretto da Franco Rossi, trasmesso da Rai 1 nel 1982 e poi replicato più volte anche negli anni '90 e duemila.
È la prima prova attoriale del giovane Claudio Amendola, qui co-protagonista con Massimo Bonetti e Barbara De Rossi. Nel film compaiono anche Ferruccio Amendola e Massimo Dapporto. Narratrice, nel ruolo della figlia del protagonista, Rita Savagnone.
È tratto dal libro La ballata di un campione di Guglielmo Spoletini, che è pure sceneggiatore assieme a Ennio De Concini.

## Trama
Rina Sonnino racconta come, in piena epoca fascista, due giovani romani amici per la pelle - suo padre ebreo Davide e il socialista Cesare - decisero di darsi al pugilato.
Entrambi si innamorano anche della stessa ragazza, la loro vicina di casa Sara; le varie disavventure, tra cui la guerra e la persecuzione di ebrei e dissidenti, non metteranno comunque in ombra la loro amicizia fraterna.

## Musica
Il brano Tema di Cesare venne originariamente composto da Mario Nascimbene per l'episodio Paradiso per tre ore diretto da Dino Risi per il film L'amore in città del 1953.